# Geburtendefizit
In der Demografie spricht man von Geburtendefizit bzw. Sterbeüberschuss, wenn die Sterberate in einem Staat, einer Stadt oder einer Region über der Geburtenrate liegt, die Zahl der Lebendgeborenen in einem definierten Zeitraum also kleiner ist als die Zahl der Gestorbenen im gleichen Zeitraum.
Die natürliche Bevölkerungsentwicklung, also die Differenz aus Geburten und Sterbefällen, ist in einem solchen Fall „negativ“. Wird das Geburtendefizit nicht durch eine „positive“ räumliche Bevölkerungsentwicklung (Wanderungssaldo) ausgeglichen, kommt es zu einem Rückgang der Bevölkerungszahl. Ein Geburtendefizit lässt ferner den Altenquotienten einer Gesellschaft ansteigen. Außerdem kommt es zu einem Heiratsengpass für Männer, wenn das mittlere Heiratsalter der Männer höher ist als das der Frauen.
Viele Staaten, auch Deutschland, verzeichnen seit Jahren ein deutliches Geburtendefizit, was nachhaltige Folgen für die Bevölkerungsentwicklung mit sich bringt. Als Gründe für die Entstehung des Geburtendefizits werden die Einführung der Antibabypille (Pillenknick), der Trend zu Kleinfamilien, ein sich änderndes Rollenverständnis in der Gesellschaft, das spätere Heiratsalter und fehlende Kinderbetreuungseinrichtungen angeführt.
Ist die natürliche Bevölkerungsentwicklung dagegen positiv, spricht man von einem Geburtenüberschuss.